# レノファ山口FC
レノファ山口FC（レノファやまぐちエフシー、英: Renofa Yamaguchi FC）は、日本の山口県全19市町をホームタウンとする、日本プロサッカーリーグ（Jリーグ）に加盟するプロサッカークラブ。

## 概要
1949年創設の「山口県サッカー教員団」を起源とし、2006年にクラブチーム化して発足した。クラブ名称の「レノファ」は、英語の「renovation（維新）」の頭文字「レノ」と「fight（戦う）」や「fine（元気）」の「ファ」を合わせて作られた造語である。「山口県民に愛され、山口県民へ感動・勇気・元気を与える山口県民による真の地元クラブを創造する」ことをチーム理念としている。
運営母体は2006年から2010年までは任意団体「レノファ山口FC」、2011年から2013年は「特定非営利活動法人山口アスレチッククラブ」（YAC）、2014年以降は「株式会社レノファ山口」である。なおトップチームの運営から離れたYACはスポーツ振興くじ（toto）を活用したサッカー教室を行っていたが、2016年11月30日付で解散した。
ホームタウンは、Jリーグ準加盟時は「山口市を中心とする山口県全県」であった が、Jリーグへの正式入会を前にした2014年9月に、ホームゲームを開催している下関市と練習場のある山陽小野田市をホームタウンの中心となる自治体に追加。さらに「Jリーグ加盟に向けたクラブを取り巻く環境の拡大」をテーマに、主催試合を開催する山口市と下関市の県内2大都市を結ぶ、山陽小野田市と宇部市を重点的なホームタウン活動地域と位置付け、宇部市の承諾が得られたことから、2015年7月に宇部市もホームタウンの中心となる自治体に追加している。2016年9月に防府市と周南市をホームタウンの中心となる自治体に追加 し、さらに2016年シーズンオフに美祢市など県内各自治体に対してホームタウンへの協力要請を行い、2017年3月21日付で県内全19市町がホームタウンとして登録された。
クラブエンブレムは2013年3月に一新されたもので、一般公募約30点の中から周南市在住のウェブデザイナーである斉藤寛和がデザインしたものが採用された。山口市のシンボルの一つである瑠璃光寺五重塔（国宝）のシルエットをバックに、中心のサッカーボールには長州藩（毛利氏）の紋章（一文字に三つ星）をアレンジした模様が描かれ、外枠は盾をイメージした形となっている。チームカラーは山口県を代表する色の一つでもあるオレンジ。
オフィシャルマスコットは、戦う“獅子”と維新の“志士”をモチーフとした「レノ丸」。2016年1月30日に発表された。

## 歴史

### 前史
1949年に創設された山口県内の教員を中心に「山口県サッカー教員団」（山口教員団、山口KFC）として発足。1976年の第56回天皇杯に中国地区代表として初出場を果たす。1980年に中国サッカーリーグに昇格、FW宮成隆の活躍もあって1982年・1989年には全国地域サッカーリーグ決勝大会（地域決勝）に進出する（いずれも1次ラウンド敗退）などの成績を収めた。1997年に中国リーグで最下位となり山口県リーグへ降格したが、2000年に中国リーグへ復帰。2003年にも再度県リーグに降格したが、2005年に中国リーグへ復帰している。

### 2006年 - 2013年（中国リーグ）
2006年2月20日、山口県サッカー協会が山口教員団を母体とする、山口県からJリーグ参入を目指すクラブの創設を発表。2011年の第66回国民体育大会（おいでませ!山口国体）での優勝と、2015年からのJ1昇格を目標に掲げた。GM兼監督にはクラブOBの宮成隆が就任することになり、4月に任意団体として「レノファ山口FC」が発足した。
2008年
同年の中国リーグを無敗で制し、山口教員団時代を通じて初優勝。第32回地域決勝では1次ラウンドグループCで静岡FC・グルージャ盛岡・松本山雅FCを下して決勝ラウンドへ進出するが、FC町田ゼルビア・V・ファーレン長崎・ホンダロックサッカー部相手に1得点も挙げられず4位となり、日本フットボールリーグ（JFL）昇格を逃す。
2009年
チームスローガン：「粘り勝つ! 常昇」
元G大阪の伊藤博幹ら経験者を中心に11名を補強。同年の中国リーグでは連覇は逃したが、優勝した佐川急便中国が地決出場を辞退したため、繰り上げで2年連続で地域決勝に進出。1次ラウンドグループCで沖縄かりゆしFCにPK戦で勝利し、浜松大学FCに勝利するも松本山雅FCに敗れてグループ2位となり敗退。
第89回天皇杯では三菱自動車水島FCを下して初勝利をあげ、Jリーグ勢との対戦を実現させた（川崎フロンターレに敗戦）。
宮成はこの年限りで監督を退任、教職を辞して総監督・GMに専念することとなった。
2010年
J1広島元コーチの月岡利明を新監督に迎え、同年の中国リーグで2年ぶりに優勝。第34回地域決勝に3年連続で出場を果たすが、1次ラウンドグループAでY.S.C.C.・HOYO Atletico ELAN大分に連敗しこの時点でグループ敗退が決定。SC相模原には意地を見せたものの、結局グループ最下位で終了。
2011年
チームスローガン：「GO for All」
5月24日、本格的にJリーグ入りを目指すべく、運営母体となる特定非営利活動法人山口アスレチック・クラブを設立。同日より運営を同団体に移管した。
チーム発足時の目標の一つにあげた山口国体では、初戦で鹿児島県代表（鹿屋体育大学）に4-2で破れ一回戦敗退に終わる。
同年の中国リーグではデッツォーラ島根E.Cにつぐ2位となり地域決勝進出を逃す。月岡はこの年で監督を退任。
2012年
監督に山口県出身でレオーネ山口代表の河村孝が就任。同年の中国リーグでは4位にとどまり、同年度の全社でも2回戦敗退でJFL昇格を逃すなど低迷。河村はこの年で監督を退任し、宮成の後任としてGMに就任した。
12月3日には山口市道場門前にアンテナショップをオープン。グッズ販売や展示を行う。
2013年
チームスローガン：「異体同心」
監督には前年までレノファでプレーし、2012年限りで現役を引退した中山元気が就任。J3創設が発表されたことを受け、クラブはJ3入りに向けて大きく舵を切ることになる。6月10日にJリーグ準加盟申請が受理され、8月20日にJリーグ準加盟クラブとして承認された。また、11月1日には財務面の強化を目的として運営母体をNPO山口アスレチック・クラブから株式会社レノファ山口に移管、社長にGMの河村孝が就任した。
同年の中国リーグはファジアーノ岡山ネクスト、デッツォーラ島根につぐ3位の成績。第49回全国社会人サッカー選手権大会で初優勝したことで第37回地域決勝への出場権を獲得したが、地域決勝は1次ラウンド3位の成績で敗退した。なお、地域決勝を制したグルージャ盛岡が地域リーグ勢で唯一J3入会が承認され、レノファは「J3入会審査に及ばず」との結論でJ3入会はならなかったが、J3入会希望と並行してJFLのチーム数減に伴う入会希望申請も行っており、12月4日のJFL理事会で、入会希望申請チーム枠の1つとして2014年度からのJFL入会が承認された。

### 2014年（JFL）
前年監督の中山元気が所持する指導者ライセンスではJFLの監督に就任できないことから監督を退任（U-18監督兼トップチームコーチに異動）、後任としてJ1新潟ユース監督で、トップチーム監督代行の経験がある上野展裕が就任した。
一方、15選手が契約満了等により退団。新戦力としてMIOびわこ滋賀からGK永冨裕尚、琉球からMF三浦旭人とFW鳥養祐矢、ヴェルスパ大分からFW島屋八徳をいずれも完全移籍で、松本からMF岩渕良太、町田からFW岸田和人をいずれも期限付き移籍でそれぞれ獲得。大卒のGK一森純（関西学院大）、DF菊本侑希（中京大）、DF池永航（大阪体育大学）、FW三橋隼斗（明治大学）と高卒のDF小池龍太（JFAアカデミー福島U-18）の5名が新加入となった。また、開幕後に栃木ウーヴァFCを退団したDF宮城雅史と町田を退団したDF吉弘充志がともに完全移籍で、福岡からMFジャン・ジョンウォンが期限付き移籍でそれぞれ加入した。また、夏の移籍時期に流経大からMF黒田拓真が新加入、熊本からDF藤本大・MF山崎侑輝・FWジョン・ミンヒョク、新潟からMF小塚和季、長崎からMF西森正明が期限付き移籍でそれぞれ加入する一方で、MF佐藤亨が退団し、MF福原康太がFCバレイン下関に、MF田村隆生がデッツォーラ島根E.Cに期限付き移籍した。
ファーストステージは7勝1分5敗で6位にとどまるものの、セカンドステージは第2節からの6連勝を含む9勝2分2敗で佐川印刷京都SCに次ぐ2位。年間順位でHonda FC・佐川印刷京都SC・鹿児島ユナイテッドFCに次ぐ4位となり、平均観客数も2,297人で来季J3の昇格基準である「JFL年間4位以内、且つJリーグ百年構想クラブ内で2位以内、平均観客数が原則2,000人以上」の条件をクリア、11月19日のJリーグ理事会でJリーグ入会（J3参入）が決定した。新加入のFW岸田はJFL得点王にも輝いた。

### 2015年（J3）
チームスローガン：「ALL for TEAM」
上野体制2年目。選手が大幅に入れ替わった結果、中国リーグ時代からの選手はDF碇野壱馬（2010年加入）とMF平林輝良寛（2013年加入）の2名だけとなった。
シーズン前の下馬評は決して高くなかったが、前年から引き続き“細かくパスをつないで崩すサッカー”を徹底 し、前線の4人（FW岸田和人・MF福満隆貴・MF島屋八徳・MF鳥養祐矢）を中心に全員が連動する攻撃的サッカーを展開。第1クール（第1節-第13節）を10勝2敗、第2クール（第14節-第26節）を10勝1分1敗とリーグを席巻する。
しかし、第3クール初戦の第27節秋田戦に敗れると2度の連敗を喫するなど調子を落とし（第38節までの11試合で5勝1分5敗）、2位町田の猛追もあって第36節終了時点には最大で12あった勝点差がなくなるという展開にもつれ込む。迎えた11月23日の最終節、山口は鳥取戦で1-2としてリードされて迎えた後半アディショナルタイム6分（90+6分）、MF平林輝良寛のゴールで同点に追いつき2-2の引き分け、2位の町田も1-1で長野に引き分けたため、得失点差により参入1年目でのJ3初優勝とJ2初昇格権利を手中に収めた。終わってみれば、得失点差の関係で3位だった第1節を除き最後まで首位をキープしつづけ、36試合で総得点96・得失点差60、無得点試合がわずかに2試合、得点ランキング上位を岸田・福満・島屋の3人で独占するという圧倒的攻撃力を印象づけたシーズンとなった。
天皇杯は1回戦で長野に敗れた。

### 2016年 -（J2）

#### 2016年
チームスローガン：「志 今から未来へ」
上野体制3年目。新たにコーチとして元金沢コーチの山根巌が就任。
契約満了等により、GK森田耕一郎、DF池永航、DF泉悠哉（以上MIOびわこ滋賀へ移籍）、DF碇野壱馬（現役引退しアカデミーのスタッフに転身）、DF前田晃一（藤枝へ移籍）、DF菊本侑希（ブリオベッカ浦安へ移籍）、MF黒田拓真（FC刈谷へ移籍）、MF浦紘史（FC TIAMO枚方へ移籍）の8名が退団。期限付き加入中だったDF代健司（富山へ完全移籍）、MF松本翔（横浜FMも契約満了）、MFチェ・ジュヨン（韓国1部・水原三星ブルーウィングスに復帰）、MF小塚和季（新潟に復帰）が期限付き移籍満了となった。また、期限付き移籍中だったDF古澤慶太は新たに東京武蔵野シティFCへの期限付き移籍となった。
戦力補強として、盛岡からGK田端信成、福島からDF星雄次、韓国1部・大田シチズンからDFユン・シンヨン、秋田からDF島川俊郎、鳥取からMF安藤由翔とFW中山仁斗、東京VからDF福井諒司、SP京都FCからMF加藤大樹、元相模原のMF三幸秀稔をそれぞれ完全移籍で、横浜FMからDF北谷史孝、名古屋からMF望月嶺臣をそれぞれ期限付き移籍で獲得。また、DF奥山政幸（早稲田大学）とMF篠原宏仁（関西大学）が新加入。
シーズン途中には出場機会のなかったDF福井諒司が水戸へ、DF島川俊郎が栃木へそれぞれ期限付き移籍する一方で、FC東京からMF幸野志有人を育成型期限付き移籍で、岡山からFW岡本英也を期限付き移籍で、チリ2部・クルブ・デ・デポルテス・ラ・セレナからアルゼンチン人のMFルシアーノを完全移籍でそれぞれ獲得した。
J2昇格後も「攻撃的パスサッカー」を継続。堅守速攻型の多いJ2では異色のチームスタイルでシーズン序盤はリーグを席捲し、アウェイで昇格候補のC大阪に逆転勝利するなど一時は3位にまで順位を上げる。しかし得点力と裏腹に序盤から失点も多く、中盤以降他チームに攻撃パターンを研究されるようになってからは得点力も低下し、第28節以降の終盤15試合では2勝5分8敗（うち無得点試合7試合、複数失点9試合）と大きく負け越し、J2初年度は12位で終えた。
シードチームとして出場した第96回天皇杯は2回戦でアビスパ福岡にPK戦の末勝利し、初めてJ1クラブから勝ち星をあげた。なお、3回戦は新潟に敗れた。

#### 2017年
チームスローガン：「志 心ひとつに」
上野体制4年目。新たにGKコーチとして前京都GKコーチの平井直人、アシスタントコーチとして前筑波大学蹴球部コーチの御簾納将が就任。
前シーズンリーグ戦全42試合出場のDF小池龍太が柏に、MF庄司悦大が岐阜に、MF島屋八徳が徳島に、40試合出場のMF福満隆貴がC大阪に、30試合出場のGK一森純が岡山に、29試合出場のFW中山仁斗が山形にそれぞれ完全移籍。またDF奥山政幸も町田に完全移籍。水戸に期限付き移籍中だったDF福井諒司がそのまま水戸に、栃木に期限付き移籍中だったDF島川俊郎が甲府に、東京武蔵野シティFCに期限付き移籍中だったDF古澤慶太がそのまま東京武蔵野シティFCにそれぞれ完全移籍。GK田端信成が現役引退。MFルシアーノ、DF黒木恭平（大分に移籍）、DFユン・シンヨン（韓国2部・大田シチズンに移籍）、MF安藤由翔（栃木に移籍）、MF篠原宏仁（藤枝に移籍）、MF平林輝良寛（現役引退し名古屋のスクールコーチに転身）、FW原口拓人（鳥取に移籍）が契約満了により退団、期限付き加入中だったDF北谷史孝、MF幸野志有人（以上長崎に完全移籍）、MF望月嶺臣（京都に完全移籍）がいずれも期限付き移籍満了となった。
一方で、岡山から期限付き加入中だったFW岡本英也が完全移籍加入。栃木からGK吉満大介とFW大石治寿、徳島からDF福元洋平、山形からDF渡辺広大、愛媛からDFパク・チャニョン、横浜FCからMF小野瀬康介、熊本からMF髙柳一誠、京都からMF佐藤健太郎をそれぞれ完全移籍で、京都からGK山田元気、札幌からDF前貴之、新潟からMF小塚和季、C大阪からFW米澤令衣、横浜FMからFW和田昌士をそれぞれ期限付き移籍で獲得（小塚は2年ぶりの再加入）。MF清永丈瑠（関西大学）とMF池上丈二（大阪体育大学）が新加入。6月にはU-18所属の松本蓮がクラブ初の2種登録選手となった。
リーグ戦では前年のレギュラーメンバーのほとんどを失い、スタイルを継続してチームの立て直しを図ったが、前年終盤からの決定力不足やセットプレーからの失点などの課題が克服できず、15試合終了時点で6試合勝ちなしの2勝4分9敗の20位に低迷した5月23日に上野が退任。アカデミーダイレクターの猿澤真治が暫定的に指揮を執った2試合を挟み、6月5日にはかつて藤枝B・福岡のDFとして活動し、直前までアルゼンチン2部・クラブ・アルマグロの指揮を執っていたアルゼンチン人のカルロス・アルベルト・マジョールの監督就任を発表した。
監督交代を経た夏の移籍期間にはDF香川勇気が長崎に、FW岡本英也が長野にそれぞれ完全移籍した一方で、ボリビア1部・クルブ・ブルーミングからMFマルセロ・ビダル、マジョールが直前まで指揮を執っていたクラブ・アルマグロからDFアベル・ルシアッティ、アルゼンチン3部・CAアトランタからFWレオナルド・ラモスというアルゼンチン人選手3名を獲得した。さらに、第31節京都戦を前に村上昌謙の負傷、山田元気の契約条件に伴う出場不可により登録GKが吉満大介のみになったことから、GKコーチの平井直人を2010年以来7年ぶりに選手登録（翌週に登録解除）。併せて九州産業大学のGK加藤大喜を特別指定選手として登録した。またFW米澤令衣はシーズン終了を待たずに9月に期限付き移籍終了・C大阪へ復帰となった。
マジョールは就任時点で最下位に沈んでいたチームに対し、主にCBだったDF宮城雅史をアンカー（守備的MF）で起用する などの試行錯誤を続け一時は20位まで浮上するも、試合中のシステム変更で逆にチーム内のバランスを崩して守備が崩壊する場面が目立ち、讃岐の連勝もあり8月11日の第27節終了時に再び降格圏の21位に転落。第39節終了時点で19位讃岐・20位熊本と勝点差6まで広げられていた。しかし、第40節東京V戦の後半で岸田和人・大石治寿の2トップに据えて逆転勝利を果たすと、この布陣で臨んだ最後の3試合を2勝1分で勝点を積み上げ、20位でシーズンを終えた。5連敗・3連敗がそれぞれ1度ずつあった一方で、連勝は2連勝が2回のみと波に乗れず、引き分けもわずか5試合（特にマジョール就任以降の引き分けは最終節の愛媛戦のみ）で、勝ち点を積み上げることができなかった。
シーズン終了後、「戦い方などを総合的に判断」との理由で、契約期間を1年残していたマジョールの解任が発表され（アルゼンチン2部・CAボカ・ウニドス監督に就任）、コーチの山根巌、GKコーチの平井直人（富山GKコーチに就任）、フィジカルコーチのファクンド・ペラルタも契約満了となったほか、アシスタントコーチの御簾納将も広島トップチームコーチに転出し、コーチ陣が一新されることになった。

#### 2018年
チームスローガン：「蹴球維進2018」
新監督に前JFA技術委員長でベルギー1部・シント＝トロイデンVVコーチの霜田正浩が就任。コーチに札幌トップチームコーチの名塚善寛、GKコーチに東京V育成GKコーチの土肥洋一が加入するなどスタッフの顔ぶれも一新した。
外国籍選手4人が契約満了で退団。DF星雄次が大分、DF宮城雅史が京都へ、MF加藤大樹が金沢へ完全移籍した。また、期限付き加入中だったMF小塚和季（甲府に完全移籍）とFW和田昌士（横浜FMに復帰）が期限付き移籍満了となった。
一方、鳥栖（昨季は松本に期限付き移籍）からGK藤嶋栄介、札幌から期限付き加入していたDF前貴之が完全移籍加入。山形からDF瀬川和樹、湘南からDF坪井慶介、徳島からMF大﨑淳矢、鳥取からMF廣田隆治をそれぞれ完全移籍で、C大阪（昨季後半は長崎に期限付き移籍）からMF丸岡満、千葉からMF高橋壱晟、東京VからFW高木大輔、浦和からFWオナイウ阿道を期限付き移籍でそれぞれ獲得。また、京都から期限付き加入しているGK山田元気の移籍期間を延長。DFミン・キョンジュン（韓国・清州大学校）、DF楠本卓海（東京国際大学）、FW山下敬大（福岡大学）が新加入。U-18所属のGK岡本大知とMF糸井岬を2種登録。シーズン開幕後に、ブラジル・パラナ州1部・フォス・ド・イグアスFCからDFヘナン、インドSL・ムンバイ・シティFCからDFジェルソン・ビエイラが新加入。なお、DFミン・キョンジュンは4月にFC刈谷に期限付き移籍した。6月には翌年加入内定のDF起海斗（興国高校）を特別指定選手として登録した。
夏の移籍時期には東京VからMF高井和馬を、さらに名古屋を退団したMFワシントンを完全移籍で、札幌からMFジュリーニョを期限付き移籍で獲得したが、DFジェルソン・ビエイラがインドSL・アトレティコ・デ・コルカタMF小野瀬康介がG大阪へ完全移籍した。
高木大輔・オナイウ阿道・小野瀬康介を最前線に幅広く配置する3トップを置く4-3-3 (4-1-2-3)の布陣を新たに採用し、開幕から3連勝を挙げてスタートダッシュに成功。さらに第12節からは9試合負け無し（6勝3分）と好調を維持し、前半戦を2位で折り返す。しかし、第19節で首位に立った後、リーグ前半戦全試合出場でチーム2位の10得点を挙げていた小野瀬の移籍などもあり得点力が低下、さらに第20節から12試合複数失点と守備のほころびが目立つようになり、14戦勝ちなし（7分7敗）と低迷し、順位を13位まで落とす。そこで霜田は、第35節・横浜FC戦でDFを3枚にしてWBを配置して中盤を厚くし前線を2トップ気味に配置する3-5-2（3-1-4-2もしくは3-2-3-2）の布陣に変更。これが功を奏して15試合ぶりの勝ち星を挙げる と、そこからチーム状態は持ち直す。上位との直接対決となった福岡・町田との対戦をともに落としたこともあり、第39節の時点でJ1参入プレーオフ進出への道は閉ざされたが、J2参戦後最高順位となる8位でシーズンを終えた。

#### 2019年
チームスローガン：「ORANGE SOUL 山口を魂で染め上げろ」
霜田体制2年目。U-18監督を務めていた中山元気がトップチームコーチに復帰。
MF髙柳一誠（沖縄SVに移籍）、MF廣田隆治（岩手に移籍）、MFワシントン（ブラジル3部・GEブラジウに移籍）、FW大石治寿（相模原に移籍）が契約満了で、MFジュリーニョ（札幌も退団）、MF丸岡満（C大阪に復帰）、MF高橋壱晟（山形に期限付き移籍）、FWオナイウ阿道（大分に期限付き移籍）が期限付き移籍期間満了でそれぞれ退団となった。また、DF廣木雄磨が岡山へ、DF福元洋平がヴェルスパ大分へ、MF大﨑淳矢が栃木へそれぞれ完全移籍、FC刈谷に期限付き移籍中のDFミン・キョンジュンがFC刈谷に完全移籍、GK村上昌謙が水戸へ、GK藤嶋栄介が川崎へ、DF渡辺広大が群馬へそれぞれ期限付き移籍した。
一方、期限付き加入していたGK山田元気（京都から）とFW高木大輔（東京Vから）がそれぞれ完全移籍加入。町田からMF吉濱遼平、岐阜からMF田中パウロ淳一、ウズベキスタン1部・ネフチ・フェルガナからDFドストン、ブリオベッカ浦安からDF田中貴大をそれぞれ完全移籍で、ポルトガル1部・ヴィトーリアSCからDFマルシーリオ、広島からFW工藤壮人を期限付き移籍で、C大阪からGK永石拓海、FC東京からGK廣末陸、仙台（前年は讃岐に期限付き移籍）からMF佐々木匠、広島からMF川井歩を育成型期限付き移籍でそれぞれ獲得。DF起海斗（興国高校）、DF小野原和哉（流通経済大学）、DF菊池流帆（大阪体育大学）が新加入。
夏の移籍期間には、DFマルシーリオとの期限付き加入契約を解除し、DF瀬川和樹が栃木に、チーム最古参だったMF鳥養祐矢が琉球に、前半戦の主力だったFW高木大輔がG大阪にそれぞれ完全移籍、DF田中貴大が鈴鹿ポイントゲッターズに期限付き移籍した一方で、磐田からDF石田崚真、川崎からFW宮代大聖を期限付き移籍で、G大阪からMF高宇洋を育成型期限付き移籍でそれぞれ獲得。
前年からの攻撃的サッカーのスタイルは維持するも、センターバックが楠本卓海・菊池流帆・ドストンと若手主体となり、守備面での連携がままならず自滅的な失点を重ね低迷。15節終了時点で3勝3分け9敗の21位に沈む。そこから6試合負けなし（4勝2分）で15位まで浮上して前半戦を折り返すが、そこから調子を上げられず上位との勝ち点差が徐々に開き、第37節の鹿児島戦で引き分けたことでJ1昇格の可能性が消滅したが、次の千葉戦で勝利したことによりJ2残留を確定させた。最終順位は15位。天皇杯は3回戦でC大阪に敗戦。

#### 2020年
チームスローガン：「GO CRAZY ～昇格へ狂いたまえ～」
霜田体制3年目。フィジカルコーチの井田征次郎（岐阜フィジカルコーチに就任）、アカデミーダイレクターで暫定監督の経験がある猿澤真治（千葉L監督に就任）、トレーナーの義村秀一（テゲバジャーロ宮崎コンディショニングコーチに就任）がそれぞれ退任。コンディショニングコーチにテゲバジャーロ宮崎フィジカルコーチの牧野大輝を招聘。
チーム最年長のDF坪井慶介が現役引退。鈴鹿アンリミテッドFCに期限付き移籍中だったDF田中貴大が契約満了で退団（シンガポール1部・タンジョン・パガー・ユナイテッドFCに移籍）。期限付き加入中のGK永石拓海（C大阪に復帰）、GK廣末陸（町田に期限付き移籍）、DF石田崚真（磐田に復帰）、MF佐々木匠（仙台に復帰）、FW宮代大聖（川崎に復帰）、FW工藤壮人がそれぞれ期限付き移籍期間満了で退団。DF前貴之が横浜FMへ、DF菊池流帆が神戸へ、DFドストンが韓国1部・釜山アイパークへ、全試合出場のキャプテン・MF三幸秀稔が湘南へ、MF小野原和哉がポルトガル2部・UDオリヴェイレンセへ、FW山下敬大が千葉へそれぞれ完全移籍。水戸へ期限付き移籍中だったGK村上昌謙が福岡に完全移籍したほか、同じく期限付き移籍中のGK藤嶋栄介（川崎）、DF渡辺広大（群馬）がそれぞれ期限付き移籍先に完全移籍。FW岸田和人が岩手に期限付き移籍。
一方、大宮からDF菊地光将、ブラジル2部・クリシューマECからDFサンドロ、栃木からMFヘニキ、甲府からFW森晃太を完全移籍で、G大阪からGK林瑞輝、鳥栖からDF安在和樹、松本（前年は金沢に期限付き移籍）からFW小松蓮、ポルトガル1部・ポルティモネンセSCからFWイウリ、柏（前年後半は福岡に期限付き移籍）からFW村田和哉を期限付き移籍で、柏からMF田中陸を育成型期限付き移籍でそれぞれ獲得したほか、甲府を退団したDF武岡優斗、ラトビア2部・FKアウダを退団したMF古賀俊太郎が加入。育成型期限付き加入中のMF川井歩（広島から）、MF高宇洋（G大阪から）の移籍期間を延長。DF眞鍋旭輝（桐蔭横浜大学）、DF国本玲央（暁星国際高校）、FW浮田健誠（順天堂大学）が新加入し、U-18のDF伊東稜晟がクラブ初のトップチーム昇格。8月1日にU-18より2種登録していたFW河野孝汰をトップチーム昇格。
高いライン設定を保ち、敵陣でサッカーをするという攻撃的サッカーのコンセプトを引き続き志向するも、主力選手がほとんど入れ替わるなかで最終ラインの対応が後手に回り、前年同様連携面での集中力を欠いた「軽い失点」がさらに増加し、第2節から13試合連続複数失点を喫する（前半戦の総失点37はリーグワーストタイ）一方で攻撃面においても決定力不足や前述の度重なる連携ミスにより攻撃のかたちの構築もままならず（前半戦の総得点22点はリーグ14位）、前半戦最後の千葉戦でシーズン初の連勝となり最下位を脱出するのがやっとであった。後半戦も選手間の連携の精度が向上せず、リーダーシップを発揮できる選手が現れずに「若手の成長頼み」という問題点を露呈するかたちとなり低迷。第28節徳島戦から7連敗を含む11戦未勝利（1分10敗）と大きく沈み、シーズン終了後の霜田の退任（契約満了）を決定。最終節まで最下位脱出の可能性は残したものの、最終節の山形戦に敗れ9勝6分27敗の最下位に終わった。しかし、新型コロナウイルス感染拡大の影響を受けたレギュレーションの変更により、同シーズン終了後は降格なしの特例ルールが適用され、J3降格は免れた。結果的に同シーズンのリーグワーストとなる74失点・得失点差-31と失点の多さが最後まで響いたシーズンとなった。

#### 2021年
チームスローガン：「決起」
新監督に仙台で2019年シーズンまでの6年間監督を務めた渡邉晋を招聘。テクニカルコーチの武石康平が契約満了で退任（相模原テクニカルコーチに就任）。
DFサンドロ、MF武岡優斗（現役引退）、MF古賀俊太郎（FC刈谷に移籍）、MF吉濱遼平（岐阜に移籍）、MF清永丈瑠（鳥取に移籍）が契約満了で、期限付き加入していたGK林瑞輝（G大阪に復帰）、DF安在和樹（東京Vに期限付き移籍）、MF高宇洋（新潟に完全移籍）、FW村田和哉（現役引退）、FWイウリ（ブラジル2部・CSAに期限付き移籍）が期限付き移籍期間満了でそれぞれ退団。MF田中パウロ淳一が松本へ完全移籍。DF伊東稜晟が松江シティFCに、DF国本玲央がシンガポール1部・アルビレックス新潟シンガポールに期限付き移籍。
一方で、育成型期限付き移籍で加入していたMF川井歩（広島から）、MF田中陸（柏から）が完全移籍加入。仙台からGK関憲太郎、横浜FCからMF佐藤謙介、東京VからMF澤井直人、G大阪からFW高木大輔、神戸からDF渡部博文、鳥栖（前年は熊本に期限付き移籍）からMF石川啓人、徳島からMF島屋八徳を完全移籍で、横浜FCからFW草野侑己を期限付き移籍で、横浜FMからGK寺門陸、浦和からGK石井僚を育成型期限付き移籍でそれぞれ獲得（高木は1年半ぶり、島屋は5年ぶりの再加入）。また、岩手に期限付き移籍中だったFW岸田和人が復帰、松本から期限付き移籍で加入していたFW小松蓮の移籍期間を延長。加入内定済み（特別指定選手）のFW梅木翼（福岡大学）に加え、DF高橋秀典（大阪体育大学）、MF神垣陸（桐蔭横浜大学）、FW新保海鈴（C大阪U-18）が新加入。
前年最下位だったチームに対し、2年のJ1昇格を念頭に「勝点60」を現実的な目標に掲げたチーム は、仙台時代に渡邉監督の師事を受けていたGK関とDF渡部を軸に「守備の原理原則」 を徹底し、前年1試合平均1.86失点だった状況からリーグ中断前の23試合消化時点で25失点（1試合平均1.09失点）と大きく改善。一方で、得点がリーグワースト3位の18得点にとどまり、15位で中断期間を迎える。このタイミングで、FW森晃太が福島に完全移籍、GK石井僚が育成型期限付き移籍を中途解除（YS横浜に育成型期限付き移籍）、DF起海斗が福井ユナイテッドFCに期限付き移籍する一方で、仙台からMF田中渉が育成型期限付き移籍で、千葉からFW大槻周平が期限付き移籍で加入した。
後半戦に入っても得点力が伸びず、15位前後で低迷し残留争いに巻き込まれるなか、第31節のホーム長崎戦で敗戦後、監督の渡邉から「（2年でJ1という）大きな目標から逆算したとき、今の状況は到底満足できるものではない」「選手、チームを高みに導くことができなかった責任を強く感じている」との理由でクラブにシーズン途中での退任の申し入れを受ける。後任にはヘッドコーチの名塚善寛が就任する。最終的に第41節でJ2残留を決め、15位でシーズンを終了した。

#### 2022年
チームスローガン：「共創　〜Challenge & Challenge〜」
名塚体制2年目。空席となっていたヘッドコーチにU-18監督の山本富士雄が就任。
MF澤井直人（クリアソン新宿に移籍）、MF田中陸（相模原に移籍）、MFヘニキ（岐阜に移籍）が契約満了で退団、FW小松蓮（松本に復帰）、FW草野侑己（琉球に期限付き移籍）が期限付き移籍期間満了で退団。DF楠本卓海とMF高井和馬が水戸に、DF川井歩が山形に、FW浮田健誠が相模原にそれぞれ完全移籍。GK山田元気が富山に、DF新保海鈴が宮崎に期限付き移籍。期限付き移籍中のDF伊東稜晟（JFL松江へ）とDF国本玲央（シンガポール1部・アルビレックス新潟シンガポールへ）が期限付き契約期間を延長し、福井ユナイテッドFCに期限付き移籍していたDF起海斗は沖縄SVに期限付き移籍となった。
一方、千葉から期限付き加入中だったFW大槻周平が完全移籍加入、横浜FM（前シーズンは北九州に期限付き移籍）からDF生駒仁、福岡からMF吉岡雅和をそれぞれ完全移籍で、福島からGKファンティーニ燦、鳥栖（前シーズンは相模原に期限付き移籍）からFW兒玉澪王斗をそれぞれ期限付き移籍で獲得したほか、愛媛を退団したMF山瀬功治が加入。育成型期限付き移籍加入していたGK寺門陸（横浜FMから）、DF桑原海人（福岡から）、MF田中渉（仙台から）の移籍期間がそれぞれ延長。特別指定選手だったDF橋本健人（慶應義塾大学）が正式加入したほか、DF上本銀太（東海大学福岡高校）とFW沼田駿也（関西大学）が新加入。
夏の移籍時期には、松本からDF前貴之（2年半ぶりの復帰）、水戸からMF高井和馬（半年ぶりの復帰）をそれぞれ完全移籍で、清水からMF成岡輝瑠を期限付き移籍で獲得。なお、期限付き移籍中のDF伊東稜晟は移籍先を福井ユナイテッドFCに変更した。
開幕節熊本戦は引き分け、第2節秋田戦でシーズン・ホーム初勝利。第10節時点で3勝5分2敗で8位とシーズン序盤は好調だったものの、第13節から5試合勝ちなしなどで徐々に順位を下げ17位で前半戦を折り返す。後半戦もなかなか浮上のきっかけをつかめず一時は18位にまで順位を下げるが、第34節の首位横浜FC戦を3-3で引き分け、第38節では群馬に6-1で大勝などもあってやや持ち直し、最終成績は13勝11分18敗で16位。
天皇杯では3回戦で神戸と対戦、終盤までリードするものの1-2で敗戦した。

#### 2023年
チームスローガン：「共鳴 – KEEP ON CHALLENGING –」
名塚体制3年目。ヘッドコーチの山本富士雄（東北L・弘前監督に就任）とテクニカルコーチの武石康平（松本トップチームコーチに就任）がそれぞれ退任し、新たにコーチとして名塚の元同僚である関浩二（前讃岐コーチ）を、テクニカルコーチに琉球分析コーチの安部悠平を招聘。
DF渡部博文（株式会社レノファ山口代表取締役社長に就任）、DF菊地光将（アカデミーコーチに就任）、MF佐藤健太郎（強化部スカウト担当に就任）が現役引退。DF眞鍋旭輝（宮崎に移籍）と、JFL・J3時代を知るMF島屋八徳（SONIO高松に移籍）とFW岸田和人（FCバレイン下関に移籍）が契約満了。GKファンティーニ燦（福島に復帰）、DF桑原海人（JFL鈴鹿に移籍）、MF田中渉（山形に完全移籍）、MF成岡輝瑠（清水に復帰）、FW兒玉澪王斗（JFL鈴鹿に期限付き移籍）がそれぞれ期限付き移籍期間満了で退団。富山に期限付き移籍中だったGK山田元気が秋田に、福井ユナイテッドFCに期限付き移籍中だったDF伊東稜晟が福井ユナイテッドFCに、MF高井和馬が横浜FCに、FW沼田駿也が町田にそれぞれ完全移籍。DF橋本健人が横浜FCに期限付き移籍。宮崎に期限付き移籍していたDF新保海鈴は岩手に期限付き移籍となった。また、沖縄SVへ期限付き移籍中のDF起海斗は期限付き移籍期間を延長したが、シーズン開幕前に3者合意のもとで契約解除・現役引退となった。
一方、期限付き移籍中だったDF国本玲央がシンガポール1部・アルビレックス新潟シンガポールから復帰。琉球からDF沼田圭悟、大分からMF小林成豪、群馬からMF田中稔也、大宮からMF矢島慎也、仙台からFW皆川佑介を完全移籍で、鳥栖（前シーズンは金沢に期限付き移籍）からDF松本大輔、東京V（前シーズン後半は相模原に期限付き移籍）からMF松橋優安、川崎からFW五十嵐太陽を期限付き移籍で獲得。GKチェ・ヒョンチャン（韓国・鮮文大学校）、FW野寄和哉（大阪体育大学）が新加入。
序盤こそ2勝1分と幸先の良いスタートが切れたものの、第4節熊本戦から3連敗、第8節栃木戦からは10戦連続未勝利となり、5月8日にはチームの成績不振の責任を取って名塚監督と、2013年からゼネラルマネージャーを務めていた石原正康が退任。以後の5試合はコーチの中山元気が暫定指揮を執り、5月29日に元千葉監督のフアン・エスナイデルが新監督に就任、第20節甲府戦から指揮を執ることが発表された。夏の移籍期間にはDF国本玲央が宮崎に期限付き移籍、DF松本大輔との期限付き移籍を解除（町田に完全移籍）した一方、鳥栖からDF平瀬大が期限付き加入、韓国2部・慶南FCからDFキム・ボムヨンと、シンガポール1部・ペルシカボ1973からFWシルビオ・ジュニオールが完全移籍加入し、前シーズンも加入したMF成岡輝瑠が期限付きで再加入した。
エスナイデル就任後、第21節仙台戦から6試合連続無失点となるなど守備に一定の改善が見られたものの、シーズン当初から言われていた得点力不足は解消できず、総得点数はリーグワーストタイの37で得失点差-30はリーグワースト2位という結果だった。シーズンを通して順位も大きくは上がらなかったが、ここぞという試合でベテランが力を発揮したこともあり、残留ラインギリギリの20位でシーズンを終えた。シーズン終了後、エスナイデル監督の退任が発表された。

#### 2024年
チームスローガン：「総力 –想×爽×走–」
新監督に前FC大阪監督の志垣良が就任。ヘッドコーチに長野ヘッドコーチの吉澤英生、GKコーチに八戸GKコーチの山田賢二、フィジカルコーチに仙台フィジカルコーチの松本純一を招聘。
FW高木大輔（琉球に移籍）、MF神垣陸（奈良に移籍）、GK吉満大介（新潟に移籍）、FW大槻周平（現役引退）、FW皆川佑介（シンガポール1部・ナガワールドFCに移籍）、宮崎に期限付き移籍中だったDF国本玲央（シンガポール1部・プノンペン・クラウンFCに移籍）がそれぞれ契約満了で退団。DF上本銀太との契約を解除。GK寺門陸（横浜FMに復帰）、MF成岡輝瑠（清水に復帰）、MF松橋優安（東京Vに復帰）が期限付き移籍期間満了で退団。DF生駒仁がいわきへ、MF矢島慎也が清水へ、横浜FCに期限付き移籍中だったDF橋本健人が徳島へそれぞれ完全移籍。
一方、八戸からMF相田勇樹、FC大阪からDF板倉洸、鹿児島からFW山本駿亮、湘南からFW若月大和、金沢からMF加藤潤也、琉球からGK田口潤人、JFL高知からDF今井那生、鳥取からGK糸原紘史郎が完全移籍加入。期限付き加入中のDF平瀬大（鳥栖から）、FW五十嵐太陽（川崎から）の移籍期間を延長。岩手に期限付き移籍中だったDF新保海鈴が復帰。U-18からFW末永透瑛が昇格。MF水口飛呂（環太平洋大学）、MF田邉光平（中央大学）が新加入。水口は加入後ほどなくしてJFL鈴鹿に育成型期限付き移籍した。
志垣はチームにハードワークかつ組織的な守備を植え付け、要所要所でロングボールを多用するなど、それまでのボールをつなぐチームスタイルから縦に速いスタイルに一変。多くの識者が18位以下（J3降格）を予想する中、昇格プレーオフ圏内に食い込んで前半戦を折り返す。
しかし、夏の移籍期間で、ロングボールのターゲットとしてチームの躍進を支えたFW梅木翼が仙台に完全移籍。また今季加入のMF加藤潤也が今治へ、同じくDF今井那生がJFL高知へそれぞれ完全移籍。一方で、富山からDF下堂竜聖を完全移籍で、町田からMF奥山洋平、名古屋からFW酒井宣福、BGパトゥム・ユナイテッドFCからタイ代表のMFサーラット・ユーイェンをそれぞれ期限付き移籍で獲得。
プレーオフ圏内をキープしながら終盤戦を迎えるも、第29節の岡山戦から徳島・清水・千葉・仙台・山形と上位を争うチームとの連戦で6連敗を喫しプレーオフ争いから脱落。その後の4試合を1勝3分で締めくくるも、最終節で横浜FCと引き分けて横浜FCの自動昇格を見届ける形となり、15勝8分15敗の11位でシーズンを終えた。

#### 2025年
志垣体制2年目。フィジカルコーチの松本純一（鹿児島フィジカルコーチに就任）、テクニカルコーチの安部悠平（福岡テクニカルコーチに就任）がそれぞれ退任し、新たにコーチとして大宮U-12監督の横谷亮を、フィジカルコーチに金沢フィジカルコーチの坂本哲也を、アシスタントコーチに八戸U-18コーチの赤坂健介を招聘。
前年まで4年間守護神として活躍したGK関憲太郎（学校法人聖徳学園専任職員に就任、岐阜聖徳学園大学サッカー部GKコーチに就任）、MF石川啓人がそれぞれ現役引退。MF田中稔也（鹿児島に移籍）、7年間CBとしてチームを牽引したDFヘナン（鹿児島に移籍）、MF佐藤謙介（現役引退、レノファ山口FC強化部スカウト兼トップチームアシスタントコーチに就任）、MF山瀬功治（現役引退）、DF沼田圭悟（JFL沖縄に移籍）がそれぞれ契約満了で退団。MFサーラット・ユーイェン（タイ1部・BGパトゥム・ユナイテッドFCに復帰）、FW酒井宣福（鳥栖に完全移籍）、FW五十嵐太陽（栃木SCに期限付き移籍）、DF平瀬大（鳥栖に復帰）がそれぞれ期限付き移籍期間満了で退団。DF新保海鈴が横浜FC、MF相田勇樹が磐田、DF前貴之が千葉、FW若月大和が新潟、MF吉岡雅和が秋田へそれぞれ完全移籍。DF高橋秀典が栃木SCに期限付き移籍。期限付き移籍中のMF水口飛呂（JFL鈴鹿）が期限付き契約期間を延長。
一方、町田から期限付き加入中だったMF奥山洋平が完全移籍加入、山形（前シーズンは秋田に期限付き移籍）からDF喜岡佳太、オランダ2部・ローダJCからGKニック・マルスマン、甲府からMF三沢直人、FC大阪からFW古川大悟、清水からMF成岡輝瑠が完全移籍加入（成岡は2023年以来2年ぶりの加入）、山形（前シーズンは鹿児島に期限付き移籍）からFW有田稜、同じく山形からMF横山塁、柏（前シーズンは栃木SCに期限付き移籍）からFW山本桜大、FC東京（前シーズンは千葉に期限付き移籍）からDF岡庭愁人、京都からDF松田佳大をそれぞれ期限付き移籍で獲得したほか、福岡を退団したDF亀川諒史、京都を退団したFW宮吉拓実が加入。 DF峰田祐哉（大阪体育大学）、DF磯谷駿（福岡大学）、MF小澤亮太（日本体育大学）、MF木村有磨（履正社高校）が新加入。
前年を上回る「勝ち点58」「失点40」という目標を掲げたものの、主力選手の大半が入れ替わる中で勝ち星を思うように挙げられず、前半戦終了時点で勝ち点は17にとどまり、第20節の最下位愛媛との対戦で黒星を喫した直後の6月24日、志垣良監督との契約を解除し、後任にコーチで2023年に監督代行経験のある中山元気が就任した。

## タイトル

### リーグ戦
- J3リーグ：1回
  - 2015年
- 中国サッカーリーグ：2回
  - 2008年、2010年

### カップ戦他
- 全国社会人サッカー選手権大会：1回
  - 2013年
- 山口県サッカー選手権大会：6回
  - 2007年、2009年、2010年、2011年、2013年、2015年
  - ※前身の山口県教員団の優勝歴 (1999年、2001年、2003年、2004年)
- 野上杯争奪サッカー大会：1回
  - 2008年

### 個人
- J2リーグ
  - 優秀選手賞
    - 2024年：新保海鈴

  - フェアプレー個人賞
    - 2024年：新保海鈴

  - 月間MVP
    - 2016年4月：庄司悦大
    - 2018年2月・3月：オナイウ阿道
    - 2018年4月：小野瀬康介

  - 月間ベストゴール
    - 2022年8月：田中渉
    - 2022年9月：高井和馬

  - 月間ヤングプレーヤー賞
    - 2024年7月：河野孝汰
    - 2024年10月：末永透瑛
- J3リーグ
  - 得点王
    - 2015年：岸田和人 (32得点)
- 日本フットボールリーグ
  - 得点王
    - 2014年：岸田和人 (17得点)

  - ベストイレブン
    - 2014年：一森純、岸田和人
- 中国サッカーリーグ
  - 得点王
    - 1980年、1982年、1986年：宮成隆
    - 2009年：福原康太

  - アシスト王
    - 1981年：宮成隆
    - 1983年：辻野昌宏
    - 1989年：内田忠範
    - 2008年：多久島顕悟、安田忠臣

### ハットトリック
| リーグ | 得点数 | 選手名       | 開催日                  | 対戦クラブ         | スタジアム | 得点時間         |
| J2     | 3得点  | 中山仁斗     | 2016年7月10日（第22節） | ギラヴァンツ北九州 | 維新公園   | 67分, 70分, 89分 |
| J2     | 3得点  | オナイウ阿道 | 2018年8月26日（第30節） | 大宮アルディージャ | NACK       | 26分, 68分, 84分 |
| J2     | 3得点  | 高井和馬     | 2022年9月24日（第38節） | ザスパクサツ群馬   | 正田スタ   | 61分, 73分, 78分 |
| J3     | 3得点  | 岸田和人     | 2015年6月7日（第15節）  | 藤枝MYFC           | 藤枝サ     | 39分, 63分, 64分 |
| J3     | 3得点  | 岸田和人     | 2015年8月15日（第26節） | FC琉球             | 維新公園   | 7分, 12分, 72分  |
| J3     | 3得点  | 福満隆貴     | 2015年9月27日（第31節） | Y.S.C.C.横浜       | 維新公園   | 34分, 62分, 89分 |
| J3     | 3得点  | 福満隆貴     | 2015年10月4日（第32節） | SC相模原           | 下関       | 9分, 21分, 35分  |

## スタジアム・練習場
ホームスタジアムは維新みらいふスタジアム（山口市）で、セービング陸上競技場（下関市）でもホームゲームを行う。2013年は維新百年記念公園ラグビー・サッカー場（収容人員3,850人）を、2012年までは やまぐちサッカー交流広場（山口市徳地）や 山口県立おのだサッカー交流公園（山陽小野田市）等も使用していた。
練習場は山陽小野田市立サッカー交流公園（旧・山口県立おのだサッカー交流公園）、山口きらら博記念公園（山口市阿知須） であり、下部組織はやまぐちサッカー交流広場や山口オレンジフィールド（山口市下小鯖）も使用する。Jリーグ参入後は、天然芝グラウンドのあるおのだサッカー交流公園、山口きらら博記念公園、維新百年記念公園ラグビー・サッカー場、同補助競技場、山口県セミナーパーク（山口市秋穂二島）を使用する機会が増えている。
2016年シーズンまではJ1ライセンスに必要となる「優先利用できる天然芝の練習場」と「クラブハウス」を所持しておらず、ホームスタジアムの維新百年記念公園陸上競技場の収容可能人員も 14,850人とJ1ライセンスの規定値に届いていなかったが、レノファ山口FCでは常用練習場確保に向けて県や山陽小野田市と協議。これに対し、山陽小野田市は2015年10月8日に市内の赤崎運動広場を芝生化して天然芝コート2面を新設し、レノファが優先利用できる練習場にあてることが可能になったことを報告。クラブハウス機能については、同市が指定管理者の一員である山口県立おのだサッカー交流公園の交流施設（管理棟）をあてることを想定していた が、おのだサッカー交流公園の所有者である山口県（スポーツ・文化局）が「一企業に対して県有施設を優先的に使用させることはできない」と同公園の活用に難色を示しているとの報道 もあって対応を再検討。2016年6月17日に村岡嗣政山口県知事や畑原基成山口県議会議長が河村孝社長と会談した際、村岡知事は山陽小野田市がおのだサッカー交流公園内に新たにクラブハウスを整備し、県が公園内の天然芝グラウンド1面をレノファが優先利用できるグラウンドとして提供すること、維新百年記念公園陸上競技場の客席数を増設すること（サイドスタンドの立ち見席増設により15,115人収容を確保）で、レノファのJ1ライセンス基準充足を支援することを表明した。これらの施設整備にめどが立ったことから、2016年9月28日発表されたクラブライセンスの審査結果では、J1ライセンスを取得することになった。なお、山口県立おのだサッカー交流公園は2021年4月に山陽小野田市に管理移管されているが、レノファは引き続き練習場として使用している。

## ユニフォーム

### チームカラー
- オレンジ

### ユニフォームスポンサー
| 掲出箇所   | スポンサー名     | 表記                      | 掲出年      | 備考                                                     |
| 胸         | ユーピーアール   | upr                       | 2014年 -    |                                                          |
| 鎖骨       | 山口銀行         | 山口銀行                  | 2022年 -    | 左側に表記 2006年 - 2013年は胸 2019年 - 2020年は鎖骨右側 |
| 鎖骨       | 不二輸送機工業   | FUJI ROBOTICS             | 2021年 -    | 右側に表記                                               |
| 背中上部   | 山口マツダ       | 山口マツダ                | 2016年 -    | 2014年 - 2015年はパンツ前面                              |
| 背中下部   | UBE              | UBE                       | 2022年 -    |                                                          |
| 袖         | インバースネット | FRONTIER                  | 2022年8月 - | 2020年 - 2021年は鎖骨左側                                |
| パンツ前面 | フジ             | MaxValu（1st） BiG（2nd） | 2016年 -    | スポンサー開始 - 2024年2月はマックスバリュ西日本による   |
| パンツ背面 | 澤田建設         | SΛWΛΓΛ CoNSTRUCTION       | 2023年 -    |                                                          |

### ユニフォームサプライヤーの遍歴
- 2006年 - 2012年：アシックス
- 2013年：ディアドラ
- 2014年 - 現在：フィンタ

### 歴代ユニフォーム
| FP 1st      |             |      |      |      |
| 2006 - 2007 | 2008 - 2011 | 2012 | 2013 | 2014 |
| 2015        | 2016        | 2017 | 2018 | 2019 |
| 2020        | 2021        | 2022 | 2023 | 2024 |
| 2025 -      |             |      |      |      |
|             |             |      |      |      |

| FP 2nd      |             |      |      |      |
| 2006 - 2007 | 2008 - 2011 | 2012 | 2013 | 2014 |
| 2015        | 2016        | 2017 | 2018 | 2019 |
| 2020        | 2021        | 2022 | 2023 | 2024 |
| 2025 -      |             |      |      |      |
|             |             |      |      |      |

### 歴代ユニフォームスポンサー表記
| 年度 | 箇所     | 箇所     | 箇所          | 箇所                                   | 箇所                            | 箇所                                      | 箇所                        | 箇所                | サプライヤー |
| 年度 | 胸       | 鎖骨左   | 鎖骨右        | 背中上部                               | 背中下部                        | 袖                                        | パンツ前面                  | パンツ背面          | サプライヤー |
| 2006 | 山口銀行 | 解禁前   | 解禁前        | シティコンタクト                       | 解禁前                          | 美・メーク                                | ほっぷ                      | 解禁前              | asics        |
| 2007 | 山口銀行 | 解禁前   | 解禁前        | -                                      | 解禁前                          | 美・メーク                                | -                           | 解禁前              | asics        |
| 2008 | 山口銀行 | 解禁前   | 解禁前        | 富士商                                 | 解禁前                          | 赤崎興産                                  | MC Fujiyama                 | 解禁前              | asics        |
| 2009 | 山口銀行 | 解禁前   | 解禁前        | 富士商                                 | 解禁前                          | 10shiro                                   | MC Fujiyama                 | 解禁前              | asics        |
| 2010 | 山口銀行 | 解禁前   | 解禁前        | 富士商                                 | 解禁前                          | 10shiro                                   | MC Fujiyama                 | 解禁前              | asics        |
| 2011 | 山口銀行 | 解禁前   | 解禁前        | 富士商                                 | 解禁前                          | 10shiro                                   | MC Fujiyama                 | 解禁前              | asics        |
| 2012 | 山口銀行 | 解禁前   | 解禁前        | PIECE IS PEACE 高品質で美しく          | 解禁前                          | -                                         | -                           | 解禁前              | asics        |
| 2013 | 山口銀行 | 解禁前   | 解禁前        | BEMAKE beauty maker                    | 解禁前                          | （株）ヒューモア Humore Human Nature More | ME Maeda Co. Ltd.           | 解禁前              | DIADORA      |
| 2014 | upr      | 解禁前   | 解禁前        | VAN-VEAL BEAUTY TO ALL PEOPLE          | 解禁前                          | ME Maeda Co. Ltd.                         | 山口マツダ                  | 解禁前              | FINTA        |
| 2015 | upr      | 解禁前   | 解禁前        | VAN-VEAL エステティック ヴァン・ベール | 解禁前                          | ME Maeda Co. Ltd.                         | 山口マツダ                  | 解禁前              | FINTA        |
| 2016 | upr      | 解禁前   | 解禁前        | 山口マツダ                             | あなたを輝かせるために VAN-VEAL | ME Maeda Co. Ltd.                         | MaxValu （1st） BiG （2nd） | 解禁前              | FINTA        |
| 2017 | upr      | 解禁前   | 解禁前        | 山口マツダ                             | あなたを輝かせるために VAN-VEAL | ME Maeda Co. Ltd.                         | MaxValu （1st） BiG （2nd） | 解禁前              | FINTA        |
| 2018 | upr      | EXZEΛL   | -             | 山口マツダ                             | トータルビューティー VAN-VEAL   | ME Maeda Co. Ltd.                         | MaxValu （1st） BiG （2nd） | 解禁前              | FINTA        |
| 2019 | upr      | EXZEΛL   | 山口銀行      | 山口マツダ                             | トータルビューティー VAN-VEAL   | ME Maeda Co. Ltd.                         | MaxValu （1st） BiG （2nd） | 解禁前              | FINTA        |
| 2020 | upr      | FRONTIER | 山口銀行      | 山口マツダ                             | EXZEΛL                          | ME Maeda Co. Ltd.                         | MaxValu （1st） BiG （2nd） | -                   | FINTA        |
| 2021 | upr      | FRONTIER | FUJI ROBOTICS | 山口マツダ                             | - / やまぐち一番                | ME Maeda Co. Ltd.                         | MaxValu （1st） BiG （2nd） | -                   | FINTA        |
| 2022 | upr      | 山口銀行 | FUJI ROBOTICS | 山口マツダ                             | UBE                             | - / FRONTIER                              | MaxValu （1st） BiG （2nd） | -                   | FINTA        |
| 2023 | upr      | 山口銀行 | FUJI ROBOTICS | 山口マツダ                             | UBE                             | FRONTIER                                  | MaxValu （1st） BiG （2nd） | SΛWΛΓΛ CoNSTRUCTION | FINTA        |

## アカデミー
クラブ設立時には育成組織（アカデミー）を持っていなかったが、2014年に当時GMの河村孝が設立した独立系のユース・ジュニアユースクラブであるレオーネ山口のU-18チームを移管して、「レノファ山口FC U-18」となった。レオーネ時代から引き続いて野田学園高校と提携しており、U-18メンバーは基本的に同校の進学コースに在学している。
2015年にはレオーネ山口と本格的な提携を行い、同クラブが2015年4月1日以降「レノファ山口FCアカデミー」に名称変更して レノファ山口FCの下部組織の一つとなった。レオーネ時代から引き続いてU-15（トップ / セカンド）、U-13、U-12（トップ / レオーネ）、プリマヴェーラ（小3-小5クラス）、バンビーノ（小学校低学年）の各チームを有する。サッカー以外にはテニス・フットサルの部門を有する。運営は特定非営利活動法人レノファ山口スポーツクラブ。
2019年シーズンからU-18監督に桐蔭学園高校元監督の山本富士雄が就任、2022年シーズンからは元Jリーガーの小林慎二が指導する。2023シーズンから高円宮杯 JFA U-18サッカープリンスリーグ中国に昇格。

## レディース
2008年に発足したレオーネ山口のレディースチームを前身とする。永らく県リーグで活動しており、2012年に中国女子サッカーリーグに昇格するも1年で降格。
2016年にレディースチームの運営をレノファ山口FCアカデミーからレノファ山口本体に移管し、「レノファ山口FCレディース」として日本女子サッカーリーグ（なでしこリーグ）への参戦を本格的に目指す方針を明らかにした。運営移行後の2016年シーズンは県リーグで優勝、中国女子サッカーリーグチャレンジ戦にも勝利し中国リーグへの再昇格を果たした。
2019年3月8日、レディースチームは2019年度の中国女子サッカーリーグにて対戦を行わず、不戦敗とすると発表した（事実上の棄権）。

## メディア
テレビ
- みんなのレノファ（山口朝日放送『どき生らいぶ』内・毎週土曜 9:55頃 - 、および同局『Jチャンやまぐち』内・毎週月曜 18:30頃 - ）
- 週刊! レノファTV（山口放送『KRYさわやかモーニング』内・毎週木曜 6:15頃 - 、および同局『KRYニュースライブ』内・毎週金曜 18:35頃 - ）
- レノファスクエア（テレビ山口 毎週土曜 2:12 - ） - 2016年春まで県内のケーブルテレビで放送。スタジアムMCの吉永達哉が出演と制作をすべて一人で行っている。
- KICK OFF! YAMAGUCHI（山口朝日放送 毎週土曜 11:25 - 11:45 ） - 2023年4月より放送。

ラジオ
- GO! GO! RENOFA（エフエム山口『スポ天!やまぐち』内・毎週金曜 14:35頃 - ）
- ジャンプアップ・レノファ!（山口放送『どよーDA!』内・毎週土曜 10:30頃 - ）
- RIDE ON! RENOFA（COME ON! FM『ゴジラヂ! 木曜日』内・18:15頃 - ）
- まるっとレノファ（FMスマイルウェ～ブ 毎週木曜 15:00 - ）

## テーマソング
- MIKKO「スタートライン～All For Team～」（クラブ公式テーマソング、2015年8月制定[87]

このほか、jealkb『Fight for a renovation』、水本諭『Orange』、Unlimited tone『RENOFA SOUL』（yab「みんなのレノファ」主題歌）などがクラブ公認の「応援ソング」として試合会場等で用いられている。